# Henstedt-Ulzburg
Henstedt-Ulzburg è una città di 28 182 abitanti dello Schleswig-Holstein, in Germania.

Appartiene al circondario (Kreis) di Segeberg (targa SE).